# Осакве, Кристофер
Кристофер Олому Осакве (англ. Christopher Olomu Osakwe, родился 8 мая 1942 года в США, штат Луизиана) — юрист, кандидат юридических наук, профессор НИУ ВШЭ, МИЭП, МЮИ, Евразийского национального университета им. Л. Н. Гумилёва (Казахстан). Специалист в области международного права и сравнительного правоведения.

## Биография
Родился 8 мая 1942 года в г. Лагос, Нигерия (Западная Африка). Женат на Марии Елене Амадор (р. 1948), латиноамериканского происхождения, от которой имеет дочь Ребекку Евгению Осакве (р. 1986). Обучался в России, в 1970 году защитил кандидатскую диссертацию по международному праву в МГУ им. Ломоносова на тему «Международно-правовой статус универсальных международных организаций», в 1971 году эмигрировал в США.
В 1974 году в Университете Иллинойса защитил диссертацию на степень JSD, посвящённую проблемам статуса международных организаций в международном публичном праве («Советский Союз и право международных организаций»).
До 1988 года Осакве преподавал право в Тулейнском университете (Новый Орлеан, США). С 1971 по 1989 год Осакве опубликовал около 30 статей по социалистическому праву, в основном в русле работ Джона Хазарда.
С 1996 по 1998 г. являлся профессором кафедры теории государства и права Казахского государственного юридического университета, а также профессором кафедры истории государства и права этого же Университета. С 1998 г. — руководитель Центра сравнительного правоведения. Занимал должность советника вице-премьера Правительства Казахстана Н. А. Шайкенова. Осакве был сторонником реформирования системы частного права Казахстана путём выделения гражданского и коммерческого права, и издания, наряду с ГК Казахстана, Коммерческого кодекса Казахстана. Эта попытка не была успешной: идея дуализма частного права в Казахской Республике поддержана не была ни законодателем, ни юридическим сообществом.
В настоящее время снова работает в Казахстане, в частности, в Евразийском национальном университете им. Л. Н. Гумилёва (Астана, Казахстан)..

## Юридическая практика
В 1994 году, по данным газеты «Деловой Петербург», Осакве мошенническим путём выманил у японской корпорации «Тайси» деньги для регистрации и юридического обслуживания дочерних компаний в Санкт-Петербурге и Алма-Ате, представившись партнёром несуществующей юридической фирмы.

## Оценка работ
В отношении раздела о советском праве, написанном К. Осакве в книге М. Глендон Comparative Legal Tradition, выпускник Стэнфордского университета У. Партлетт отмечал, что Осакве не решал никакой методологической проблемы, а скомпилировал теоретические построения других учёных (Г. Бермана, Дж. Хазарда, Р. Давида). В то же время его работа была самым подробным сборником прецедентов по социалистической модели права и поэтому система социалистического права в США стала известной в основном в изложении Осакве.
В американской литературе отмечалось, что Осакве не смог предложить решения для массива концептуальных проблем социалистического права, которые выявил распад Советского Союза. Точка зрения Осакве, согласно которой социалистическая правовая семья сократилась, но по-прежнему включала несколько изолированных стран, была в целом отвергнута исследователями. При работе над переизданием Comparative Legal Tradition Глендон не пригласила Осакве и не стала включать раздел о социалистическом праве.